# 나이트 레이더스
《나이트 레이더스》(영어: Night Raiders)는 캐나다, 뉴질랜드에서 제작된 대니스 굴레이 감독의 2021년 SF 디스토피아 영화이다. 엘레마이야 테일페더스 등이 주연으로 출연하였고, 타이카 와이티티가 총괄 제작으로 참여하였다. 2021년 3월 제71회 베를린 국제 영화제에서 전 세계 최초로 상영되었다.

## 줄거리
2044년. 전쟁으로 환경이 망가진 북미엔 전체주의 군사독재 정권이 들어서있다.
크리족 니스카는 11살 딸 와시스가 숲에서 덫에 걸려 다리를 다친 뒤 함께 숨어살던 버스가 드론에게 발각되자 도시로 도망한다. 그러나 다리 치료를 위해 어쩔 수 없이 와시스를 군사 학교에 넘기고 만다.
몇 달 후, 군사 학교 근처를 서성이던 니스카는 군사 학교에 납치된 자녀들을 구출하는 한 크리족 무리를 만난다. 북쪽에서 온 낯선 자가 이들을 빅스톤이란 곳으로 이끌 거라는 예언이 있었고, 대장 아이다는 니스카가 바로 그 낯선 자라고 믿는데...

## 출연
- 엘레마이야 테일페더스 - 니스카 역
- 브루클린 러텍시어하트 - 와시스 역
- 앨릭스 태런트 - 리오, 크리족 무리를 돕는 마오리족 역
- 어맨다 플러머 - 로버타, 니스카의 친구 역

## 기타 제작진
- 총괄 제작: 타이카 와이티티